# Браун, Виктор (певец)
Виктор Конрад Браун (англ. Victor Conrad Braun) — канадский оперный певец второй половины XX века, баритон. С репертуаром в более чем 100 партий выступал на сцене ведущих оперных театров мира (Ковент-Гарден, Ла Скала, Метрополитен-опера и другие). Среди наиболее известных партий — Альмавива («Свадьба Фигаро»), Яго («Отелло»), Жермон («Травиата»), Скарпиа («Тоска»), Ганс Сакс («Нюрнбергские мейстерзингеры»), Голо («Пеллеас и Мелизанда»), титульные роли в операх «Дон Жуан», «Фальстаф» и «Евгений Онегин». Отец баритона Рассела Брауна.

## Биография
Родился в 1935 году в Уинсоре (Онтарио) в семье немцев-меннонитов. Поступил в Университет Западного Онтарио на отделение геологии, но отказался от этой карьеры ради обучения вокалу. Учился в 1954—1957 годах в Лондоне (Онтарио) у Лилиан Уилсон и в 1956—1958 годах в Королевской музыкальной консерватории у Джорджа Ламберта и Уэлдона Килберна.
После года в составе хора Канадской оперы дебютировал как солист в роли Шарроне в «Тоске» в 1957 году. Продолжал выступать в ролях второго плана на протяжении следующих пяти лет, заслужив высокие оценки с партиями Эскамильо («Кармен») и Монтероне («Риголетто»).
В 1963 году завоевал Гран-При на Международном Моцартовском конкурсе в Вене, после чего был приглашен Виландом Вагнером на прослушивание в Байрёйт. Хотя Вагнер посчитал баритон Брауна слишком молодым для партий в операх своего деда, он дал исполнителю рекомендацию в труппу Франкфуртской оперы, где тот стал ведущим солистом в этой голосовой категории. Дебют Брауна во Франкфурте состоялся в роли Альмавивы в «Свадьбе Фигаро».
На протяжении нескольких лет делил свое время между Германией и Канадой, где, в частности, участвовал в 1964 году как солист в премьере «Военного реквиема» Бриттена с Торонтским симфоническим оркестром, а в 1969 году записал сольный концерт для Радио CBC. В Европе в 1967 году пел в театре «Ла Скала» партию Вольфрама («Тангейзер») и участвовал в туре Израильского филармонического оркестра как солист в 9-й симфонии Бетховена. После исполнения партии Альмавивы в Баварской государственной опере в 1968 году надолго закрепился в составе её труппы. В 1969 году дебютировал на сцене Ковент-Гардена с заглавными партиями в «Евгении Онегине» и премьерном исполнении «Гамлета» Хамфри Сирла. В 1974 году состоялся дебют в Парижской национальной опере в «Трубадуре» Верди.
В 1976 году, после высоко оцененного критикой исполнения партии Мандрыки в «Арабелле» Рихарда Штрауса в Кельне, перенес инфаркт, но вернулся на сцену как более зрелый, технически совершенный и сдержанный исполнитель, уже в 1977 году вновь заслужив похвалы критиков как Иоканаан в «Саломее». В 1978 году состоялась премьера вокального цикла Руди ван Дейка «The Shadowmaker», написанного специально для Брауна и исполненного с Торонтским симфоническим оркестром. В Метрополитен-опера дебютировал в 1984 как Евгений Онегин. В 1986 и 1988 годах участвовал в премьерах двух новых оперных залов в Ницце и Эссене в роли Ганса Сакса («Нюрнбергские мейстерзингеры»), в 1990 году пел партию Олоферна в американской премьере «Юдифи» Зигфрида Маттуса в опере Санта-Фе.
В 1997 году на Зальцбургском фестивале Виктор Браун выступил в «Пеллеасе и Мелизанде» Дебюсси вместе со своим сыном Расселом, также оперным баритоном. Нейродегенеративное заболевание — синдром Шая-Драгера — заставило его завершить карьеру в 2000 году; последний раз он вышел на сцену в роли Аполлона («Прекрасная Елена» Оффенбаха). Скончался в 2001 году.